# アルトレタミン
アルトレタミン（Altretamine）は、癌化学療法薬の一つである。米国では1990年に承認された。日本では承認されていない。

## 効果
シスプラチンまたはアルキル化剤をベースとした併用療法による一次治療後の、難治性または再発性卵巣癌患者の緩和的治療における単剤での使用を適応としている。
一次治療には使用されないが、サルベージ治療として有用である。 また、難治性卵巣癌の治療に使用される他の薬剤よりも毒性が低いという利点がある。

## 作用機序
アルトレタミンが抗癌作用を発揮する正確なメカニズムは不明であるが、MeSHではアルキル化抗腫瘍薬に分類されている。
この独特な構造は、CYP450を介したN-脱メチル化により、弱いアルキル化作用のあるホルムアルデヒドを生成し、腫瘍細胞にダメージを与えると考えられている。経口投与されたアルトレタミンは、初回通過効果で多くが代謝され、主に1つまたは2つのメチル基が脱離した代謝物を生成する。さらに腫瘍細胞で脱メチル化反応が起こり、（尿中に排泄される前に）その場でホルムアルデヒドが放出される。CYP450により代謝される途中のカルビノールアミン（メチロール）中間体もまた、DNAのグアニンおよびシトシン残基やタンパク質と共有結合で反応することができる求電子性のイミニウム種を生成する。イミニウム中間体とホルムアルデヒドの両方によるDNA架橋およびDNA-タンパク質鎖間架橋が証明されているが、アルトレタミンの抗腫瘍活性におけるDNA架橋の重要性は不明である。

## 副作用
副作用として、嘔気、嘔吐、貧血、感覚神経炎が知られている。

## 相互作用
ピリドキシン（ビタミンB6）との併用は神経毒性を低下させるが、アルトレタミン・シスプラチン併用療法の効果を低下させることが判っている。MAO阻害薬はアルトレタミンと併用すると重度の起立性低血圧を引き起こす可能性があり、シメチジンは排泄半減期を延長して毒性を高める可能性がある。

## 参考資料
1. ↑  “Hexalen (altretamine) Capsule. Human Prescription Drug Label”. dailymed.nlm.nih.gov.   Eisai Inc.. 2016年8月24日閲覧。
2. ↑  “Altretamine (hexamethylmelamine) in the treatment of platinum-resistant ovarian cancer: a phase II study”. Gynecol. Oncol. 88 (2):  118–22. (2003). doi:10.1016/S0090-8258(02)00103-8. PMID 12586589.
3. ↑  “Oral altretamine used as salvage therapy in recurrent ovarian cancer”. Gynecol. Oncol. 92 (1):  368–71. (2004). doi:10.1016/j.ygyno.2003.09.017. PMID 14751188.
4. ↑  Malik IA (2001). “Altretamine is an effective palliative therapy of patients with recurrent epithelial ovarian cancer”. Jpn. J. Clin. Oncol. 31 (2):  69–73. doi:10.1093/jjco/hye012. PMID 11302345.
5. ↑  “Clinical pharmacokinetics of altretamine”. Clinical Pharmacokinetics 28 (6):  439–48. (1995). doi:10.2165/00003088-199528060-00002. PMID 7656502.
6. ↑  Lemke, Thomas L.; Williams, David A., eds (2008). Foye's Principles of Medicinal Chemistry (6th ed.). Philadelphia: Lippincott Williams & Wilkins. ISBN 978-0-7817-6879-5
7. 1 2  Drugs.com: Altretamine Monograph
8. ↑  Wiernik, P. H.; Yeap, B.; Vogl, S. E.; Kaplan, B. H.; Comis, R. L.; Falkson, G.; Davis, T. E.; Fazzini, E. et al. (1992). “Hexamethylmelamine and low or moderate dose cisplatin with or without pyridoxine for treatment of advanced ovarian carcinoma: A study of the Eastern Cooperative Oncology Group”. Cancer Investigation 10 (1):  1–9. doi:10.3109/07357909209032783. PMID 1735009.